# Goniothalamus philippinensis
Goniothalamus philippinensis este o specie de plante din genul Goniothalamus, familia Annonaceae, descrisă de Elmer Drew Merrill. Conține o singură subspecie: G. p. ramosii.